# Budowlani Łódź (rugby)

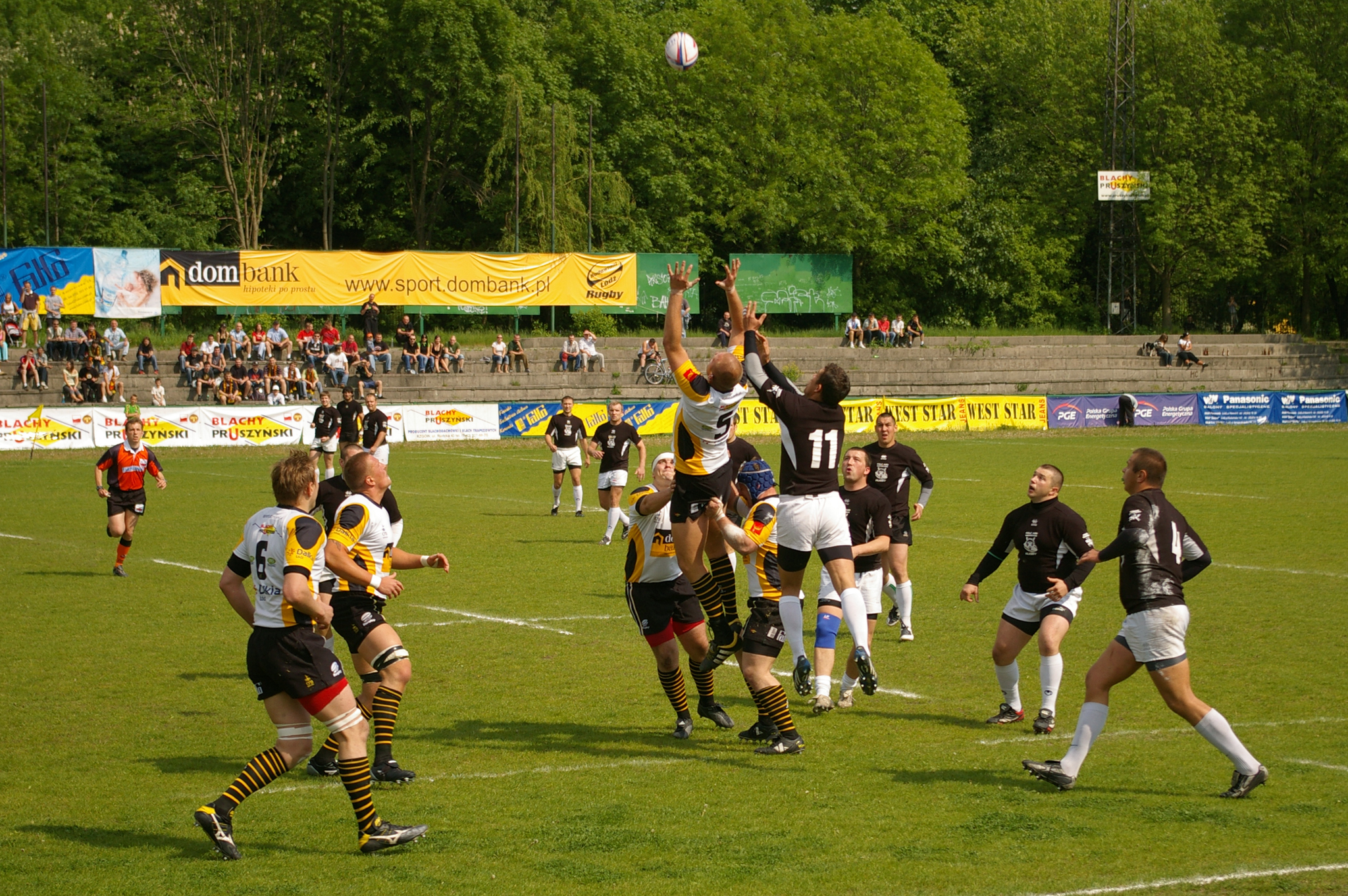
Mecz Ekstraligi rugby, Budowlani Łódź podejmują Folc AZS Warszawa w sezonie 2007/2008

KS Budowlani Łódź – polski klub rugby union z siedzibą w Łodzi, pięciokrotny mistrz Polski i pięciokrotny zdobywca Pucharu Polski.

## Historia
Rugby pojawiło się w Łodzi w 1956 – pierwsza sekcja powstała w kole nr 12 ZS Start, a zajęcia i rozgrywki odbywały się na boisku należącym do Budowlanych. W 1958 sekcja rugby przy ZS Start przeżywała kłopoty, w efekcie których przejął ją KS Włókniarz Łódź. Sekcja zaprzestała działalności w 1962, po wprowadzeniu zmian w strukturach łódzkich organizacji sportowych.
Odrodzenie rugby nastąpiło w 1968 za sprawą Ryszarda Wiejskiego i Stanisława Musiałczyka – absolwentów warszawskiej AWF i byłych zawodników AZS i Orła Warszawa. Z dawnych zawodników rozwiązanej sekcji KS Włókniarz oraz nowych chętnych zorganizowali sekcję rugby przy klubie Metalowiec Łódź. Już w grudniu tego samego roku sekcja została przeniesiona do klubu KS Budowlani Łódź. Pierwszy mecz drużyna KS Budowlani rozegrała 30 marca 1969 przeciwko ówczesnemu wicemistrzowi Polski, Orłowi Warszawa i przegrała 0:9. 
W 1979 Budowlani po raz pierwszy stanęli na podium mistrzostw Polski (zajęli II miejsce), a w 1983 po raz pierwszy sięgnęli po mistrzostwo Polski. Po raz kolejny po ten tytuł sięgali w latach 2006, 2007, 2009 i 2010. Wielokrotnie mistrzami Polski zostawali juniorzy klubu (po raz pierwszy w 1971). 
W związku z kryzysem w klubie w sezonie 2010/2011 doszło do wyodrębnienia drużyny seniorów z KS Budowlani i powołania odrębnej spółki Budowlani SA. 22 lutego 2011 podpisano umowę o współpracy pomiędzy klubem i spółką, zgodnie z którą spółka przejęła drużynę seniorów, a także zyskała prawo do wykorzystania dorobku sportowego sekcji rugby. Już w 2012 doszło do konfliktu pomiędzy stronami umowy, zakończonego w 2014 podpisaniem ugody, w której potwierdzono, że umowa z 2011 obowiązuje w zakresie przekazania spółce drużyny seniorów rugby. 
Sekcja rugby KS Budowlani zajmowała się w tym okresie młodzieżą. Z czasem drużyna zaczęła także brać udział w rozgrywkach seniorów, a w 2017 powróciła do rozgrywek Ekstraligi. W 2019 ponownie się wycofała z rozgrywek ligowych, natomiast pozostała w klubie drużyna seniorów rugby 7 oraz drużyny młodzieżowe. W 2020 drużyna seniorów ponownie wróciła do rozgrywek ligowych (rozpoczynając starty od II ligi). Wiosną 2021 drużyna pozyskała sponsora tytularnego, firmę Commercecon, a na stanowisko dyrektora sportowego zatrudniła byłego trenera reprezentacji Polski Duaine'a Lindsay'a. W tym samym roku zajęła drugie miejsce w II lidze i awansowała do I ligi. 

## Znani gracze
W klubie występowali wielokrotni reprezentanci Polski, m.in.: Kazimierz Matczak, Bolesław Malarczyk, Włodzimierz Matczak, Zbigniew Kiciński. Ponadto w drużynie Budowlanych występował Mariusz Pudzianowski, znany bardziej z uprawiania sportów siłowych i MMA.

## Sukcesy
Sukcesy drużyny seniorów:
- Mistrzostwa Polski:
  - mistrzostwo (pięciokrotnie): 1983, 2006, 2007, 2009, 2010,
  - wicemistrzostwo (ośmiokrotnie): 1979, 1984, 2003, 2004, 2005, 2008, 2011, 2012,
  - trzecie miejsce (sześciokrotnie): 1982, 1985, 1989, 1990, 1992, 2013,
- Puchar Polski (pięciokrotnie): 1992, 2003, 2009, 2011, 2012.

Sukcesy drużyny juniorów:
- Mistrzostwa Polski:
  - mistrzostwo (osiemnastokrotnie): 1971, 1972, 1974, 1975, 1976, 1977, 1978, 1986, 1989, 1990, 1991, 1996, 2003, 2004, 2005, 2007, 2009, 2014